# Sonate voor twee piano's in een deel
De sonate voor twee piano’s in een deel is een compositie van William Bolcom. De titel geeft slechts één deel aan, maar het werk valt wel in drie delen (de klassieke sonatevorm) uiteen:
- Gaia
- Night diversion (met twee citaten; Arnold Schönbergs Harmonielehre en Claude Debussys Brouillards)
- Ancient dances

De eerste uitvoering was weggelegd voor Anthony en Joseph Paratore in de concertzaal van de Universiteit van Purdue op 6 april 1994.